# جنگجویان زو از کوه جادو
جنگجویان زو از کوه جادو (به انگلیسی: Zu Warriors from the Magic Mountain) یک فیلم فانتزی محصول سال ۱۹۸۳ هنگ کنگ به کارگردانی تسوی هارک که تلاش می‌کند سینمای اکشن هنگ کنگ را با فناوری جلوه‌های ویژه غربی هماهنگ کند. این فیلم پنج نامزدی را در سومین جایزه فیلم هنگ کنگ دریافت کرد (بهترین بازیگر نقش اصلی - کری یوئن، بهترین بازیگر نقش اول زن - بریجیت لین، بهترین هنرگرد - ویلیام چانگ، بهترین فیلمبرداری - پیتر چونگ و بهترین تصویر).

## بازیگران فیلم
- سامو هونگ … چانگ می / سرباز ارتش سرخ
- یوئن بیائو … دی مینگ کی / دیک مینگ کی
- آدام چنگ … دینگ یین / دینگ یان
- بریجیت لین … ملکه یخ
- ماه لی … یکی از نگهبانان ملکه یخ
- جودی آونگ به عنوان بانوی لی آیچی
- کری یوئن … رهبر شاگرد شیطان
- دیمین لائو
- منگ هوای به عنوان یی ژن / یات ژان
- نورمن چو به عنوان تیغه بهشت
- چانگ چربی به عنوان فرمانده آبی
- دیک وی به عنوان فرمانده آبی
- ولز Kwong-li به عنوان Ji Wu-shuang / Chi Wu-chuang
- کا لی به عنوان سرباز ارتش نارنجی
- Fung Hak-as به عنوان شیطان شاگرد شیطان
- یوون میو به عنوان سرباز ارتش نارنجی
- سای گوا پاو به عنوان قایقرانی
- تسوی هارک به عنوان سرباز ارتش آبی